# Francisco de Borja Valenzuela Ríos
Francisco de Borja Valenzuela Ríos (* 10. Oktober 1917 in Buin; † 20. Februar 1998 in Valparaíso) war ein chilenischer Geistlicher und römisch-katholischer Bischof von Valparaíso.

## Leben
Francisco de Borja Valenzuela Ríos empfing am 18. September 1943 in der Kathedrale El Sagrario in Rancagua durch den Bischof von Rancagua, Eduardo Larraín Cordovez, das Sakrament der Priesterweihe. Am 27. Juni 1955 bestellte ihn Papst Pius XII. zum Apostolischen Administrator der vakanten Territorialprälatur Copiapó. Die Amtseinführung erfolgte am 27. August desselben Jahres.
Am 24. Mai 1956 ernannte ihn Papst Pius XII. zum Titularbischof von Aegeae und zum Prälaten von Copiapó. Der Apostolische Nuntius in Chile, Erzbischof Sebastiano Baggio, spendete ihm am 15. Juli desselben Jahres die Bischofsweihe; Mitkonsekratoren waren der Bischof von Chillán, Eladio Vicuña Aránguiz, und der Bischof von Rancagua, Eduardo Larraín Cordovez. Sein Wahlspruch Scio cui credidi („Ich weiß, wem ich geglaubt habe“) stammt aus 2 Tim 1,12 .
Pius XII. ernannte ihn am 20. August 1957 zum Bischof von Antofagasta. Die Amtseinführung erfolgte am 12. Oktober desselben Jahres. Francisco de Borja Valenzuela Ríos nahm an allen vier Sitzungsperioden des Zweiten Vatikanischen Konzils teil. Vom 21. Juli 1965 bis 19. Mai 1968 war er zudem Apostolischer Administrator von Calama. Am 28. Juni 1967 wurde Valenzuela Ríos infolge der Erhebung des Bistums Antofagasta zum Erzbistum erster Erzbischof von Antofagasta. Die Amtseinführung fand am 20. August desselben Jahres statt. Von April bis Juni 1970 war er erneut Apostolischer Administrator von Calama.
Am 25. März 1974 bestellte ihn Papst Paul VI. zum Bischof von San Felipe und verlieh ihm den persönlichen Titel eines Erzbischofs. Die Amtseinführung erfolgte am 5. Mai desselben Jahres. Von 1977 bis 1980 war Francisco de Borja Valenzuela Ríos zusätzlich Präsident der Chilenischen Bischofskonferenz (CECH).
Papst Johannes Paul II. ernannte ihn am 3. Mai 1983 zum Bischof von Valparaíso. Am 24. Juni desselben Jahres fand die Amtseinführung statt. In seiner Amtszeit als Bischof von Valparaíso restrukturierte Francisco de Borja Valenzuela Ríos die Organisation des Bistums und berief eine Diözesansynode ein. Von 1983 bis 1993 war er zudem Großkanzler der Päpstlichen Katholischen Universität von Valparaíso. Am 16. April 1993 nahm Johannes Paul II. das von Valenzuela Ríos aus Altersgründen vorgebrachte Rücktrittsgesuch an.